# مواجهة المقاومة (فلم 2007)
مواجهة المقاومة (بالإنجليزية: Meeting Resistance) هو فيلم وثائقي صدر عام 2007 عن حرب العراق. يعرض الفيلم وجهات نظر مقاتلي المقاومة العراقية في حي الأعظمية في بغداد. الفيلم من إخراج الصحفيين مولي بينغهام وستيف كونرز.
جميع الأشخاص الذين تم إجراء المقابلات معهم في الفيلم مجهولو الهوية، ومعظمهم (باستثناء شخص واحد) لم يظهروا بوضوح على الكاميرا أو كانوا خارج نطاق التركيز. تم تقديمهم بأسماء مستعارة مثل: المعلم، الجندي، المسافر، الإمام، الزوجة، السوري، الهارب، الحرس الجمهوري، الملازم، والأستاذ.

## ملخص
يتناول الفيلم السنة الأولى من غزو الولايات المتحدة للعراق وبداية التمرد من خلال شهادات شخصيات عراقية، ويظهر الفيلم كيف أن معظم المقاومين هم من العراقيين العاديين، سواء من السنة أو الشيعة، وليسوا بالضرورة من أعضاء حزب البعث أو الجماعات الدينية. يدعو الفيلم المشاهدين للتفكير في وجهة نظر هؤلاء المقاومين، حيث يعبرون عن أسبابهم لمقاومة الاحتلال، ويعبرون عن مشاعرهم تجاه المعتدين. كما يشمل الفيلم أيضًا صوت امرأة مشاركة في المقاومة، مما يضفي بُعدًا إنسانيًا على الصراع. ويهدف الفيلم إلى دفع المشاهدين للتفكير في واقع الاحتلال وآثاره على المجتمع من وجهة نظر العراقيين.

### فيديو
- مقابلة مع بينغهام وكونرز، من برنامج الديمقراطية الآن! بتاريخ 18 أكتوبر 2007.[2]

## روابط خارجية
- الموقع الرسمي لـ Meeting Resistance
- Meeting Resistance  في قاعدة بيانات الأفلام على الإنترنت (بالإنجليزية)